# Aplasta rubicapraria
Aplasta rubicapraria är en fjärilsart som beskrevs av Jacob Hübner 1792. Aplasta rubicapraria ingår i släktet Aplasta och familjen mätare. Inga underarter finns listade i Catalogue of Life.